# Aivar Rehemaa
Aivar Rehemaa (* 28. September 1982 in Tartu, Estnische SSR, Sowjetunion) ist ein ehemaliger estnischer Skilangläufer. Er gewann 2002 als erster estnischer Langläufer eine Goldmedaille bei Juniorenweltmeisterschaften.

## Leben und Karriere

### Leben
Rehemaa stammt aus einer Langlauffamilie. Seine Tante Rutt Rehemaa ist eine ehemalige Langläuferin und die Mutter der international erfolgreichen Skilangläuferin Kristina Šmigun-Vähi und der ehemaligen Juniorenweltmeisterin Katrin Šmigun. Rehemaa wird von seinem Onkel, dem zweifachen Juniorenweltmeister von 1972 im Skilanglauf, Anatoli Šmigun, trainiert. Auch seine ältere Schwester Jana war bis 2007 aktive Skilangläuferin.
Neben dem Skilanglauf betreibt Rehemaa auch aktiv Fußball. Er ist Stürmer beim FC Otepää in der vierten estnischen Fußballliga.
Im November 2009 heiratete Aivar Rehemaa seine langjährige Freundin Annika. Das Paar lebt mit dem im Mai 2010 geborenen gemeinsamen Sohn und Annikas Tochter aus erster Ehe im Wintersportort Otepää.

### Karriere
Nach eher mäßigem Erfolg bei den Juniorenweltmeisterschaften 2001 in Karpacz, wo sein bestes Resultat der 36. Platz über 30 Kilometer Freistil war (über 10 Kilometer wurde er 40., im Sprint 42.), gewann Rehemaa ein Jahr später bei den Juniorenweltmeisterschaften in Schonach die Goldmedaille im Massenstartwettbewerb über die Distanz von 30 Kilometer klassisch. Er konnte sich mehrere Kilometer vor Rennende aus der Spitzengruppe lösen und erreichte mit über 20 Sekunden Vorsprung als erster das Ziel. Es war der erste Juniorentitel bei den Herren, den ein estnischer Langläufer erringen konnte. Dies war zuvor nur seinen Cousinen Katrin und Kristina gelungen. Über die 10 Kilometer Freistil konnte er das Resultat nicht bestätigen. Dort reichte es nur zu einem 27. Platz.
Sein erstes Weltcuprennen bestritt Rehemaa im Februar 2001 im heimischen Otepää. Er belegte unter 65 Teilnehmern den 61. Platz. Ab der Saison 2002/03 wurde er regelmäßig im Weltcup eingesetzt. So gelang es ihm, im Januar 2003 seine ersten Weltcuppunkte zu verbuchen. Beim Massenstartwettbewerb in Otepää über 30 Kilometer klassisch erreichte er als 27. das Ziel. Zwei Wochen später gelang ihm der 24. Platz – wiederum in einem Massenstartwettbewerb in der klassischen Technik. Diese Resultate ermöglichten ihm die Teilnahme an den Nordischen Skiweltmeisterschaften 2003. Dort belegte er den 19. Platz im Massenstartwettbewerb über 30 Kilometer klassisch. Im Sprint, der in der freien Technik ausgetragen wurde, wurde er 41. und im Verfolgungswettbewerb 42. Mit der estnischen Staffel konnte er den achten Platz erkämpfen.
In den darauffolgenden Jahren stagnierte Rehemaas Entwicklung und es gelang ihm nur noch selten, den einen oder anderen Weltcup-Punkt zu gewinnen. Trotzdem wurde er für die Olympischen Winterspiele 2006 in Turin nominiert. Dort war sein bestes Resultat der 32. Platz im Verfolgungswettbewerb. Über 50 Kilometer wurde er 35. und im Sprint erreichte er den 54. Platz. Mit der estnischen Langlaufstaffel wurde er Achter. Bei den Nordischen Skiweltmeisterschaften 2007 im japanischen Sapporo belegte er über die 50 Kilometer klassisch den 32. Rang. Damit war er allerdings der am schlechtesten platzierte estnische Starter Im Skiathlon wurde er den 42. und mit der Staffel Zwölfter. Erst in der Saison 2007/08 stabilisierten sich seine Leistungen und er erzielte regelmäßig Resultate um den 30. Platz. Zu Beginn der Saison 2008/09 verpasste er als 33. in Gällivare über 30 km Freistil knapp die Weltcup-Punkteränge. Aber eine Woche später konnte sich Rehemaa über sein bestes Resultat im Weltcup freuen. Im Sprint in Kuusamo, der in der klassischen Technik ausgetragen wurde, schaffte er erstmals den Sprung unter die besten 20 Athleten. Mit dem 18. Platz erkämpfte der großgewachsene Athlet mehr Weltcup-Punkte als er in seiner besten Saison 2007/08 insgesamt erlaufen konnte. Auch im Wettbewerb über 15 Kilometer klassisch konnte er erneut in die Punkteränge laufen. Nach einem 15. Platz über 30 Kilometer Freistil in La Clusaz hat Rehemaa mit 42 Punkten nach 4 Wettbewerben mehr Punkte sammeln können, als er in allen Jahren zuvor in Summe (31) erkämpfen konnte. Wie stark er seine Leistungen verbesserte hat, zweigte sich zum Auftakt der Tour de Ski 2008/09. Beim Prolog in Oberhof lief er erstmal unter die Top Ten und verfehlte als Vierter um 0,3 Sekunden das Podest. Nach einer konstanten Tour mit guten Platzierungen vor allem in den Distanzwettbewerben beendete er die Tour de Ski auf Platz 17. Nach einer längeren Wettkampfpause gelang Rehemaa in Valdidentro beim letzten Weltcup vor den Nordischen Skiweltmeisterschaften 2009 mit Platz acht über 15 Kilometer sein erstes Top-Ten-Ergebnis in der klassischen Technik. Bei den Weltmeisterschaften in Liberec konnte er dieses Resultat jedoch nicht bestätigen und belegte über die gleiche Distanz beim Sieg seines Landsmannes Andrus Veerpalu nur den 39. Platz. Im Verfolgungswettbewerbs zeigte er sich zu Beginn des Rennens im Vorderfeld, verlor aber auf der Freistil-Strecke schnell den Anschluss und belegte den 29. Platz. Im Teamsprint, der in der klassischen Technik ausgetragen wurde, erreichte er mit Veerpalu den Finallauf, wo sie den achten Platz belegten. Diesen Platz erreichte das estnische Team auch im Staffelwettbewerb. Beim abschließenden 50 Kilometer Freistil Wettbewerb (Massenstart) konnte Rehemaa nach den enttäuschenden Resultaten jedoch die gute Form der Saison bestätigen und hielt lange Anschluss an die Spitzengruppe und belegte am Ende den zehnten Platz.

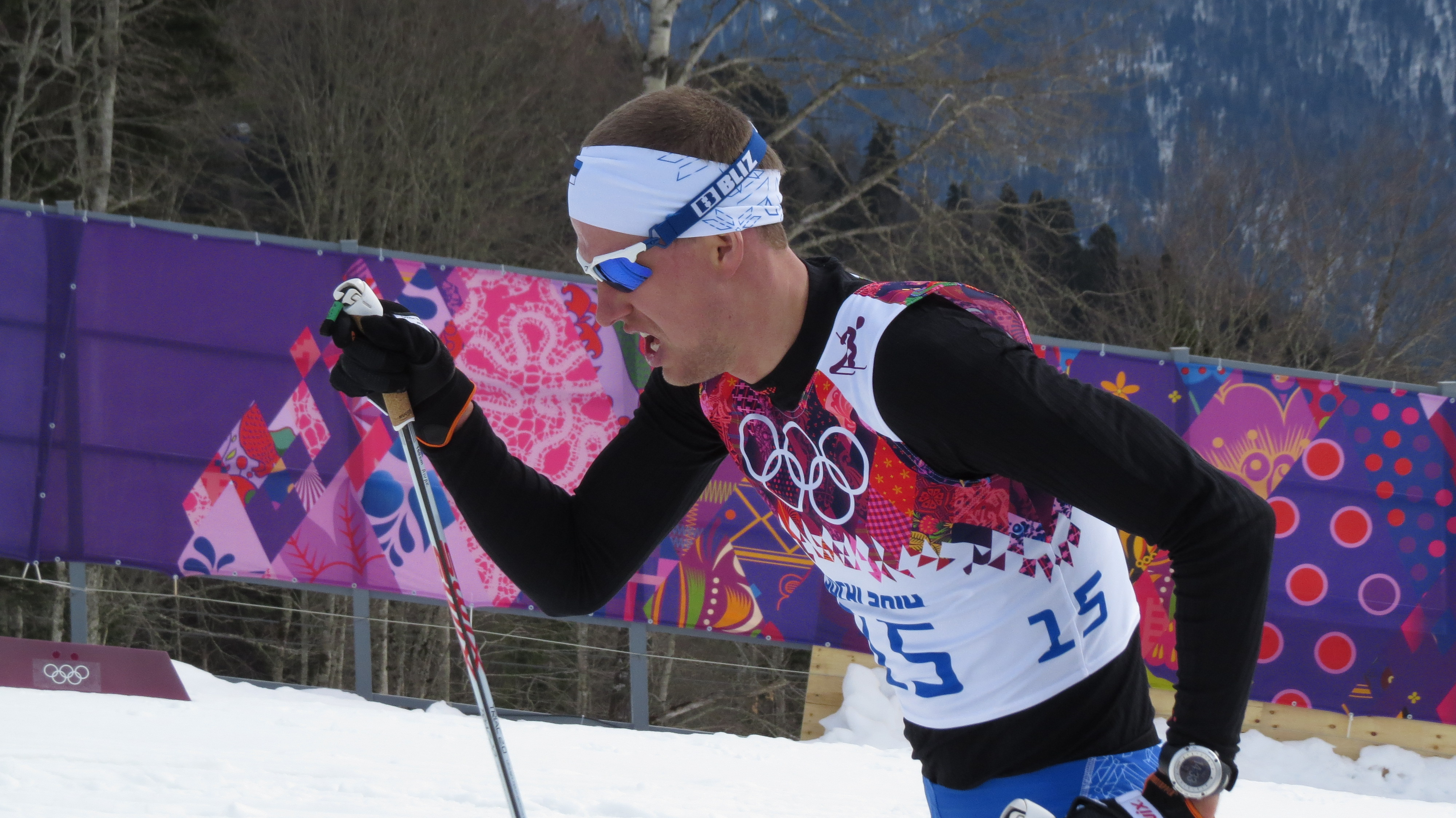
Rehemaa bei den Olympischen Spielen 2014

Die guten Resultate konnte Rehemaa in der Saison 2009/10 nicht bestätigen. Nach mäßigen Resultaten konnte er erst in Davos über 15 Kilometer Freistil als 23. Weltcuppunkte erkämpfen. Auch bei der Tour de Ski konnte er erst beim Sprint in Prag als 17. überzeugen, musste jedoch die Tour aufgrund gesundheitlicher Probleme nach dem Wettkampf in Prag beenden. Beim Weltcup in Otepää erreichte er bei Abwesenheit der Weltelite mit Platz 19 über 15 Kilometer klassisch sein bestes Resultat in einem Distanzrennen in dieser Saison. Auch die Olympischen Spiele 2010 in Vancouver verliefen für Rehemaa enttäuschend. Nach einem 51. Platz über 15 Kilometer Freistil folgte der 37. Platz im Verfolgungswettbewerb. Mit der estnischen Staffel belegte er den 14. und somit letzten Platz. Im abschließenden Rennen über 50 Kilometer klassisch wurde er 34.
Bei den Weltmeisterschaften 2011 im norwegischen Oslo wurde er über 50 Kilometer in der freien Technik 32. und kam im Skiathlon als 57. ins Ziel. Mit der Staffel wurde er Zehnter. Zwei Jahre später erreichte er bei den Weltmeisterschaften 2013 im italienischen Fleimstal erreichte er als Siebter über 15 Kilometer in der freien Technik die Einzelplatzierung seiner Karriere bei Nordischen Skiweltmeisterschaften. In den anderen Rennen konnte er als 29. im Skiathlon, als 43. über 50 Kilometer in der klassischen Technik sowie als 15. im Staffelwettbewerb nicht an diese Leistung anknüpfen.
Bei den Olympischen Winterspielen 2014 im russischen Sotschi wurde er 40. über 15 Kilometer in der klassischen Technik, 44. über 50 Kilometer in der freien Technik und 50. im Skiathlon. Mit der estnischen Langlaufstaffel wurde er Zehnter. Bei den Weltmeisterschaften 2015 im schwedischen Falun belegte er zunächst im Skiathlon und über 15 Kilometer in der freien Technik jeweils den 29. Rang. Nach dem 16. Rang mit der Staffel schloss er die Weltmeisterschaften mit dem 26. Platz über 50 Kilometer in der klassischen Technik ab. Zum Abschluss seiner Karriere erreichte er bei den Weltmeisterschaften 2017 im finnischen Lahti den 32. Platz über 15 Kilometer in der klassischen Technik, den 34. Platz im Skiathlon, den 49. Platz über 50 Kilometer in der klassischen Technik und mit der estnischen Langlaufstaffel den 13. Rang.

## Platzierungen im Weltcup

### Weltcup-Statistik
Die Tabelle zeigt die erreichten Platzierungen im Einzelnen.
- 1.–3. Platz: Anzahl der Podiumsplatzierungen
- Top 10: Anzahl der Platzierungen unter den ersten zehn
- Punkteränge: Anzahl der Platzierungen innerhalb der Punkteränge
- Starts: Anzahl gelaufener Rennen in der jeweiligen Disziplin
- Hinweis: Bei den Distanzrennen erfolgt die Einordnung gemäß FIS.

| Platzierung               | Distanzrennen a | Distanzrennen a | Distanzrennen a | Distanzrennen a | Distanzrennen a | Skiathlon Verfolgung | Sprint | Etappen- rennen b | Gesamt | Team c | Team c  |
| Platzierung               | ≤ 5 km          | ≤ 10 km         | ≤ 15 km         | ≤ 30 km         | > 30 km         | Skiathlon Verfolgung | Sprint | Etappen- rennen b | Gesamt | Sprint | Staffel |
| ------------------------- | --------------- | --------------- | --------------- | --------------- | --------------- | -------------------- | ------ | ----------------- | ------ | ------ | ------- |
| 1. Platz                  |                 |                 |                 |                 |                 |                      |        |                   |        |        |         |
| 2. Platz                  |                 |                 |                 |                 |                 |                      |        |                   |        |        |         |
| 3. Platz                  |                 |                 |                 |                 |                 |                      |        |                   |        |        |         |
| Top 10                    | 2               |                 | 2               |                 |                 |                      |        |                   | 4      |        | 8       |
| Punkteränge               | 4               |                 | 12              | 2               | 1               | 3                    | 6      | 1                 | 29     | 2      | 17      |
| Starts                    | 10              | 10              | 66              | 16              | 6               | 28                   | 38     | 6                 | 180    | 2      | 17      |
| Stand: Saisonende 2018/19 |                 |                 |                 |                 |                 |                      |        |                   |        |        |         |